# Klasborgs och Våmbs ängar
Klasborgs och Våmbs ängar ist ein Naturschutzgebiet in der schwedischen Gemeinde Skövde und Teil des europäischen Netzwerkes Natura 2000.
Klasborgs och Våmbs ängar umfasst eine Fläche von 89,3 Hektar und liegt westlich der Stadt Skövde am Osthang des Tafelbergs Billingen. Das Naturschutzgebiet ist sehr abwechslungsreich mit reicher Flora. Es umfasst Teile des mit Nadelwald bewaldeten Diabasplateaus, den durch Felsstürze geprägten Steilhang und den darunter liegenden, mit kleinen Weidegebieten durchzogenen Laubwald. Am Rand des Naturschutzgebietes liegt auch ein stillgelegter Tagbau, der heutzutage Vogelschutzgebiet ist und in dem u. a. Uhus nisten.